# 아이스 큐브
아이스 큐브(Ice Cube, 본명 O'Shea Jackson, 1969년 6월 15일 ~ )는 미국의 래퍼, 배우, 영화인이다.

## 출생
1969년에 미국에서 태어난 아이스 큐브는 부모가 UCLA에서 일하는 동안 혼자서 랩 가사를 쓰며 어린 시절을 보냈다.
그는 16살 때 랩 싱글 'Boyz' N Da Hood'를 발표하며 주위로부터 호평을 받았다(후에 이 곡은 Eazy-E가 레코딩하기도 했다). 그는 자신의 랩 파트너인 Sir Jinx와 함께 CIA라는 듀오를 결성하여 계속해서 Dr.Dre가 프로듀서를 맡은 힘에 넘치는 랩을 선보였다. 작사가로서 주목을 받을 즈음 그는 닥터드레, 이지-이 등과 함께 갱스터 랩 그룹 N.W.A를 결성한다. 도중에 학업을 위해 잠시 떠나기도 하였으나 앨범 'Straight Outta Compton'의 발매와 함께 다시 돌아왔다.

## 성공
그룹 활동과 더불어 큐브는 자신의 독자적인 솔로 앨범 작업에도 착수했는데, 팀 내 갈등으로 1989년 말 결국 N.W.A를 떠난 그는 퍼블릭 에너미의 프로듀서로 이름을 떨치던 밤 스쿼드가 작업한 데뷔 앨범 'Amerikkka's most wanted'를 1990년 Priority Record에서 발매한다. 이 앨범은 발매되자마자 즉각적으로 폭발적인 반응을 얻었으며, 2주 만에 골드를 기록했다. 앨범의 프로덕션과 리듬감 넘치는 음악은 상당한 호평을 받았으나 폭력적이고 여성 혐오적인 가사로 인해 각종 언론과 도덕주의자들로부터 호된 비판을 받기도 했다. 그러나 이러한 논란에도 불구하고 이 앨범은 힙합 음악계의 혁신적인 고전으로 평가받고 있다. 1990년 그는 EP 앨범 'Kill at Will'을 발표하였다. 명성을 쌓아가던 큐브는 로드니 킹의 죽음에 충격을 받은 작품 'Cave Bitch'를 공개하여 울분을 터트렸으며, 조지 클린턴이 리드 보컬을 맡은 'One Nation Under a Groove'를 내놓아 히트시키기도 했다.

## 이슈
1991년에 발매된 'Death Certificate'는 전작보다 더욱 정치적이고 저속한 가사를 담고 있다. 특히 'No vaseline'은 반유태인 성향을 드러내었으며, 'Black Korea'는 로스앤젤레스 지역의 한인 상가를 전부 불태워 버린 폭동의 기폭제가 되었다. 이 노래들은 Billboard 지에서도 공개적인 비난을 받았는데, 특정인을 지목하여 비난한 것은 빌보드에서 처음 있는 일이었다. 이후 한국 래퍼 드렁큰타이거의 멤버 Tiger JK가 'Black Korea'를 'Call Me Tiger'이라는 곡으로 LA 흑인 랩 페스티벌에서 디스했다.

- 위에 나온 'No vaseline'은 반유태인 성향이라기 보다 유태인 매니저한테 착복당했기 때문에 diss한 것 이고,

```
'Black Korea'란 노래가 한인상가 폭동에 관련있다하긴 어렵고 그저부터 곪은게 터진 것이다 그리고 실제로 폭동은 흑인들이 아닌
```

대다수 히스페닉계들이 일으켰다.
```
'Black Korea'의 내용은 한국인들이 흑인을 무시한다는 내용인데(슈퍼마켓 한국인 주인이 흑인이 물건사러 오면 색안경끼고 의심스런 눈초리로 본다는)
```

나름 이유가 있는 곡이지 한국인 비하의 곡이라고 볼 수는 없다.

## 노련한 실력
1992년에는 영화 'Trespass'를 아이스 티와 함께 제작하였으며, 자신의 앨범 'The Predator'를 공개했다. 이 앨범은 처음으로 팝 차트와 R&B 차트에 동시에 오른 앨범으로 기록됐다. 1993년에는 더욱 심혈을 기울인 Funky한 소리를 담은 앨범 'Lethal Injection'을 발표하였으며, 싱글 'It Was a Good Day'를 M-TV에서 빅히트 시키기도 했다. 한때 아이스 큐브도 급진파의 암살자 리스트에 올라 경찰의 타깃이 되는 악운을 겪기도 했다. 그러나 그는 후배 래퍼들을 양성하는 등 끊임없는 활동을 했다. 1997년에는 영화 'Anaconda'에 출연하기도 하면서 영화배우로도 데뷔했으며, 2005년에는 '트리플 X'에서 주연을 맡았다.

## 출연 작품
- 화성의 유령들
- 아나콘다
- 쓰리 킹즈
- 21점프스트리트
- 라이드 어롱
- 22점프스트리트
- 나의 첫 번째 슈퍼스타 - 잭 역
- 닌자터틀: 뮤턴트 대소동 - 슈퍼플라이 역 (목소리)